# Aporocactus martianus

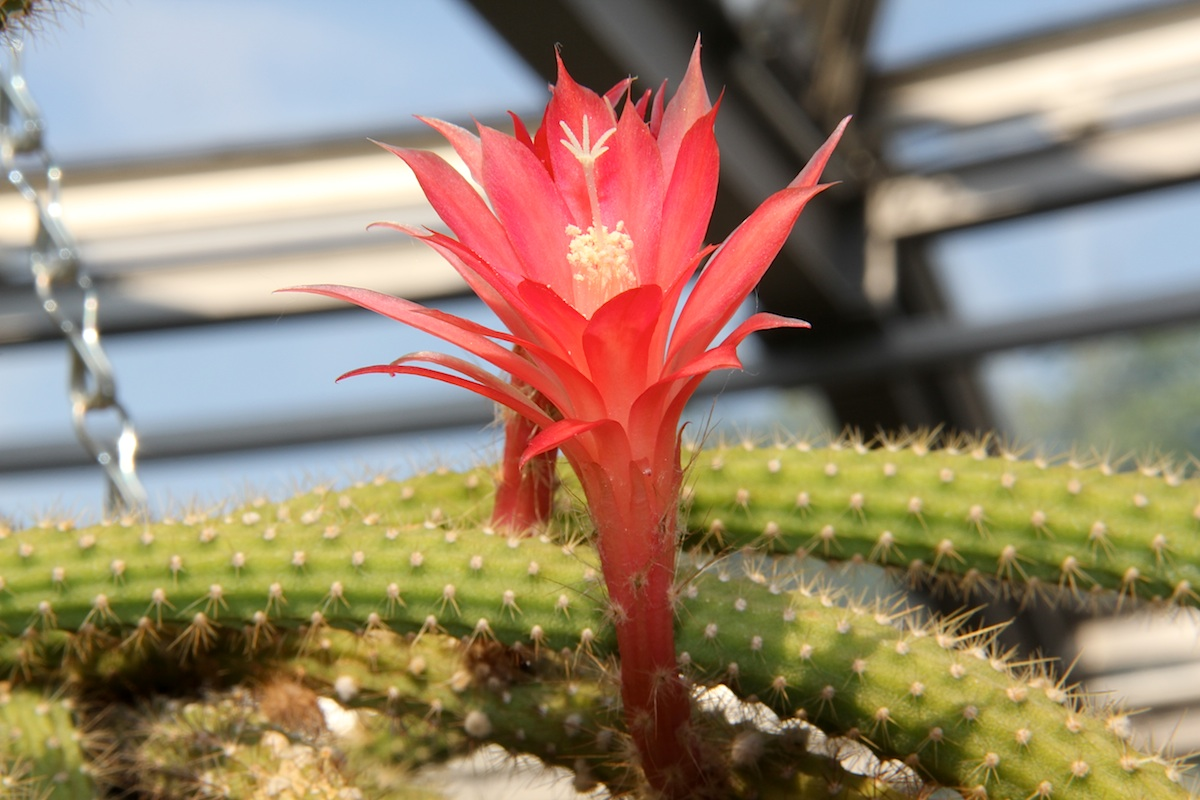
Blüte

Aporocactus martianus ist eine Pflanzenart aus der Gattung Aporocactus in der Familie der Kakteengewächse (Cactaceae). Das Artepitheton martianus ehrt den deutschen Botaniker Carl Friedrich Philipp von Martius.

## Beschreibung
Aporocactus martianus wächst kriechend, gelegentlich lithophytisch mit Luftwurzeln bildend. Die einzelnen Triebe werden bis zu 1,5 Meter lang und bis zu 2,5 Zentimeter dick. Die 8 bis 10 warzenförmigen Rippen werden von 3 bis 4 braunen Mitteldornen gezäunt. Die 6 bis 10 Randdornen sind hellgelblich und nur 5 bis 7 Millimeter groß. Hell rote Tag-Blüten mit einer Größe von 10 bis 12 Zentimeter im Durchmesser und einer Länge von 5 bis 7 Zentimeter wechseln sich den ganzen Sommer über ab. Die grünen, runden Früchte werden bis zu 2 Zentimeter groß.

## Verbreitung, Systematik und Gefährdung
Aporocactus martianus ist im mexikanischen Bundesstaat Oaxaca verbreitet.
Die Erstbeschreibung als Cereus martianus erfolgte 1832 durch Joseph Gerhard Zuccarini. Nathaniel Lord Britton und Joseph Nelson Rose stellten die Art 1923 in die Gattung Aporocactus. Weitere nomenklatorische Synonyme sind Eriocereus martianus (Zucc.) Riccob. (1909) und Disocactus martianus (Zucc.) Barthlott (1991).
In der Roten Liste gefährdeter Arten der IUCN wird die Art als „Near Threatened (NT)“, d. h. als gering gefährdet geführt.

## Nachweise